# Droga wojewódzka nr 378
Droga wojewódzka nr 378 (DW378) – droga wojewódzka o długości 23.1 km łącząca DW39 z Biedrzychowa, do DW385 w m. Grodków. 

## Miejscowości leżące przy trasie DW378
Województwo dolnośląskie
 Powiat strzeliński
- Biedrzychów (DK39)
- Muchowiec
- Karszówek
- Łojowice
- Wawrzyszów

 Województwo opolskie
 Powiat brzeski
- Zielonkowice
- Gnojna
- Lubcz
- Grodków (DW401)